# Sacculogalumna saccularis
Sacculogalumna saccularis är en kvalsterart som beskrevs av Engelbrecht 1973. Sacculogalumna saccularis ingår i släktet Sacculogalumna och familjen Galumnidae. Inga underarter finns listade i Catalogue of Life.